# Francesca Faiella
Francesca Ilaria Faiella (Principato di Monaco, 1980) è un'attrice e regista italiana.

## Biografia
Diplomata come attrice alla Civica Scuola di Teatro Paolo Grassi di Milano e laureata in architettura a Genova, sotto la direzione dell'architetto urbanista Stefano Boeri e dello storico dell'architettura Marco Biraghi. Ottiene l'abilitazione alla professione di architetto nel 2003. Debutta a teatro nel 1999 con Shakespeare nel «Macbeth Remix» di Andrea Liberovici, scritto dal poeta Edoardo Sanguineti per il Festival dei Due Mondi di Spoleto.
Dopo esperienze teatrali di rilievo, in contemporanea con il debutto alla regia inizia anche la carriera di attrice di cinema e televisione. Nel 2005, in collaborazione con Susanna Böhme-Kuby, mette in scena come regista lo spettacolo Tucholsky Cabaret, impara a ridere senza piangere, adattamento inedito degli scritti politici e satirici dello scrittore tedesco Kurt Tucholsky. Nel 2008 porta in scena lo spettacolo musicale Rahel Levin Varnhagen, una donna ebrea ai tempi di Goethe con il violoncellista Giovanni Scaglione del Quartetto di Cremona. 
Ha partecipato alla parodia della dottoressa Cameron di Dr. House nei programmi della Gialappa's Band. In Sensualità a corte di Marcello Cesena interpretava il personaggio di Eva Kant. Interessata alla geografia urbana e alla storia orale, si appassiona alle nuove tecnologie e alla drammaturgia contemporanea, interpretando nel 2001, al Teatro Malibran, per la Biennale di Venezia Musica, lo spettacolo di musica concreta «Per voce preparata», e seguendo nel 2002 il laboratorio di drammaturgia con lo sceneggiatore francese Jean-Claude Carrière, e il corso di perfezionamento in drammaturgia contemporanea organizzato da Tiziana Bergamaschi per il Teatro dei Filodrammatici di Milano, il RESAD di Madrid e l'Istituto del Teatro di Barcellona.
Parallelamente alla sua carriera di attrice, è curatrice della mostra: “Casa Garibaldi. La Società Operaia di Mutuo in Costantinopoli”, in collaborazione con l'IFEA. Nel 2021 si diploma, come regista/producer, a EURODOC, International Lab for Creative Documentary Production. 

## Teatro
- Notte delle favole di Tonino Conte (1993)
- Sonetto, un travestimento shakespeariano di Andrea Liberovici (1997)
- Rap di Andrea Liberovici (1997)
- Venere e Marte in letti barocchi di Franco Vazzoler (1998)
- Macbeth remix di Andrea Liberovici (1999)
- Topolinia mon amour di Magdalena Barile (2000)
- La festa delle donne di Tonino Conte (2001)
- Per voce preparata di Elena Barbalich (2001)
- Romeo e Giulietta di Anton Miljenin (2001)
- Romeo & Julietta di Giordano Aquilini (2002)
- Fedra's Love di Daniela Ardini (2002)
- Il gran teatro del mondo come sacra rappresentazione di Tonino Conte (2002)
- Allegoria dell'opinione verbale di Pachini e Doati, regia di Elena Barbalich (2002)
- Hansel e Gretel di Massimiliano Cividati (2002)
- Lesson on Amlet di Theodoros Terzopoulos (2002)
- Keranymi di Scalo Veel(s)veer n.2 (2002)
- Marciel in Italia i colori della vita di Marc Hollogne (2006)
- La camera di Erich Zann di Luigi Maio (2006)
- La camera magica di Don Giovanni di Luigi Maio (2007)
- Tucholsky cabaret - Impara a ridere senza piangere di Susanna Böhme-Kuby e Francesca Faiella (2008)
- Rahel Levin Varnhagen, una donna ebrea ai tempi di Goethe di Francesca Faiella (2009)
- In viaggio con Rossini di Luigi Maio (2010)
- Nuit de folie di Hadrien Raccah (2012)
- Guépard Chaos di Aurore Le Pogam Laloy (2013)
- Le bestiaire di Aurore Le Pogam Laloy (2013)
- Nostra signora delle camelie di Fausto Cosentino (2016)

## Filmografia

### Cinema
- Porte, regia di Gabriele Gelatti (2000)
- Omaggio a Charlotte, regia di Ildo Brizzi (2000)
- Tempo, regia di Rocco Chiarella (2001)
- La sciarpa, regia di Francesca Frizzi Maniglio (2001)
- Exodus, regia di Rocco Chiarella (2002)
- Le valigie di Tulse Luper: da Vaux al mare, regia di Peter Greenaway (2004)
- Shapeshifters, regia di Andrea Chiantore (2005)
- Kill Gil vol.1, regia di Gil Rossellini (2005)
- I fratelli d'Italia, regia di Roberto Quagliano (2005)
- Sotto il sole nero, regia di Enrico Verra (2005)
- No Smoking Company, regia di Edo Tagliavini (2006)
- Coppia normalissima alla prima esperienza, regia di Luca Mazzieri (2006)
- Truthfull, regia di Arce Andres Maldonado (2007)
- Tutti frutti, regia di Alessandra Alberti (2007)
- Pepe nel latte, regia di Roberto Miali (2008)
- Sleeping Around, regia di Marco Carniti (2008)
- Monsieur Morimoto, regia di Nicola Sornaga (2008)
- Clacson, regia di Tak Kuroha (2008)
- La ballata dei precari, regia di Silvia Lombardo e Ilaria Ciavattini (2009)
- Tutti intorno a Linda, regia di Barbara Sgambellone e Monica Sgambellone (2009)
- Gas Station - El Coyote, regia di Edo Tagliavini (2009)
- Entre parenthèses, regia di Nadia Masri (2009)
- Laboratoire, regia di Sindbad Iksel (2009)
- Al buio - Into the Gloom, regia di Giacomo Arrigoni (2010)
- 4'26, regia di Pierre Lecompte (2010)
- Ceci n'est pas..., regia di Nadia Masri (2010)
- Bloodline, regia di Edo Tagliavini (2010)
- Se sei così ti dico sì, regia di Eugenio Cappuccio (2011)
- Oggetti smarriti, regia di Giorgio Molteni (2011)
- Entracte, regia di Nadia Masri (2011)
- Lea, regia di Dario Gorini (2011)
- It's a Criminal World, registi vari (2012)
- Una domenica notte, regia di Giuseppe Marco Albano (2012)
- La confrérie des larmes, regia di Jean-Baptiste Andrea (2013)
- La dolce arte di esistere, regia di Pietro Reggiani (2013)
- Giustizia è fatta, regia di Tommaso Volpi (2013)
- La riva, regia di Nicola Ragone (2014)
- Il cinema non si ferma, regia di Marco Serafini (2020)
- Una boccata d'aria, regia di Alessio Lauria (2022)

### Televisione
- Il commissario, regia di Alessandro Capone (2002)
- Distretto di Polizia, regia di Riccardo Mosca e Monica Vullo (2003)
- Cuore contro cuore, regia di Riccardo Mosca (2004)
- Camera Café, regia di Christophe Sanchez (2004)
- Un caso di coscienza – serie TV (2005-2009)
- 48 ore, regia di Eros Puglielli (2006)
- Mai dire martedì, regia di Marcello Cesena (2007)
- 7 vite, regia di Franco Bertini (regista) Marco Limberti (2007)
- La stagione dei delitti 2, regia di Daniele Costantini e Donatella Maiorca (2007)
- Il commissario Rex, regia di Marco Serafini (2008)
- Don Matteo 6, episodio Uno spirito inquieto, regia di Fabrizio Costa (2008)
- Amiche mie, regia di Paolo Genovese e Luca Miniero (2008)
- La ladra, regia di Francesco Vicario (2009)
- La Cour des grands, regia di Dominique Ladoge (2009)
- Sensualità a corte, regia di Marcello Cesena (2009)
- Un posto al sole, regia di Yuri Rossi e registi vari (2009)
- Il bene e il male, regia di Giorgio Serafini (2009)
- Un cœur qui bat, regia di Sophie Révil e Cristophe Barraud (2010) - serie televisiva
- Rex, episodio Due uomini e un bebè, regia di Andrea Costantini (2011)
- Le delizie dell'infernetto, regia di Ivan Carlei (2011)
- I vent'anni di Groland, regia di Sylvain Fusée (2012)
- Non uccidere, regia di Giuseppe Gagliardi (2015)
- Amore pensaci tu, regia di Francesco Pavolini e Vincenzo Terraciano (2016)
- Masantonio - Sezione scomparsi, regia di Enrico Rosati e Fabio Mollo (2021)

### Web-serie
- 2 di picche, regia di Massimo Russo (2012)

## Arti visive
- La terra è troppo grande, opera di Lara Favaretto (2005)
- Peopling tha palaces, regia di Peter Greenaway (2007)
- Bubbles, opera video di Marco Fantini (2010)
- Casa Garibaldi. Una storia levantina. La Società Operaia di Mutuo Soccorso in Costantinopoli a cura di Francesca Faiella. Palazzo Ducale - Fondazione per la Cultura. Genova (2014), Museo Storico del Mutuo Soccorso, Pinerolo - Torino (2015)
- 100 Anni di Souvenirs 1914-2014 a cura di Francesca Faiella. Palazzo Ducale - Fondazione per la Cultura. Genova (2014)

## Radio e radiodrammi
- Hotel Paradoxe. La Chronique cinema de Francesca, 10 x 5’ Radio Libertaire Paris, regia di Aurore Le Pogam Laloy (2012)
- Fiamma a Bordo, radiodramma RAI 3 (Emma), regia di Enrico Caria e Fulvio Ottaviano (2005)
- Giovani autori, nuove drammaturgie, radiodramma, regia di Magdalena Barile (2001)
- SONETTO, un travestimento Shakesperiano, voce, regia di Andrea Liberovici (1998)
- RAP, voce, regia di Andrea Liberovici (1996)